# Don Partridge

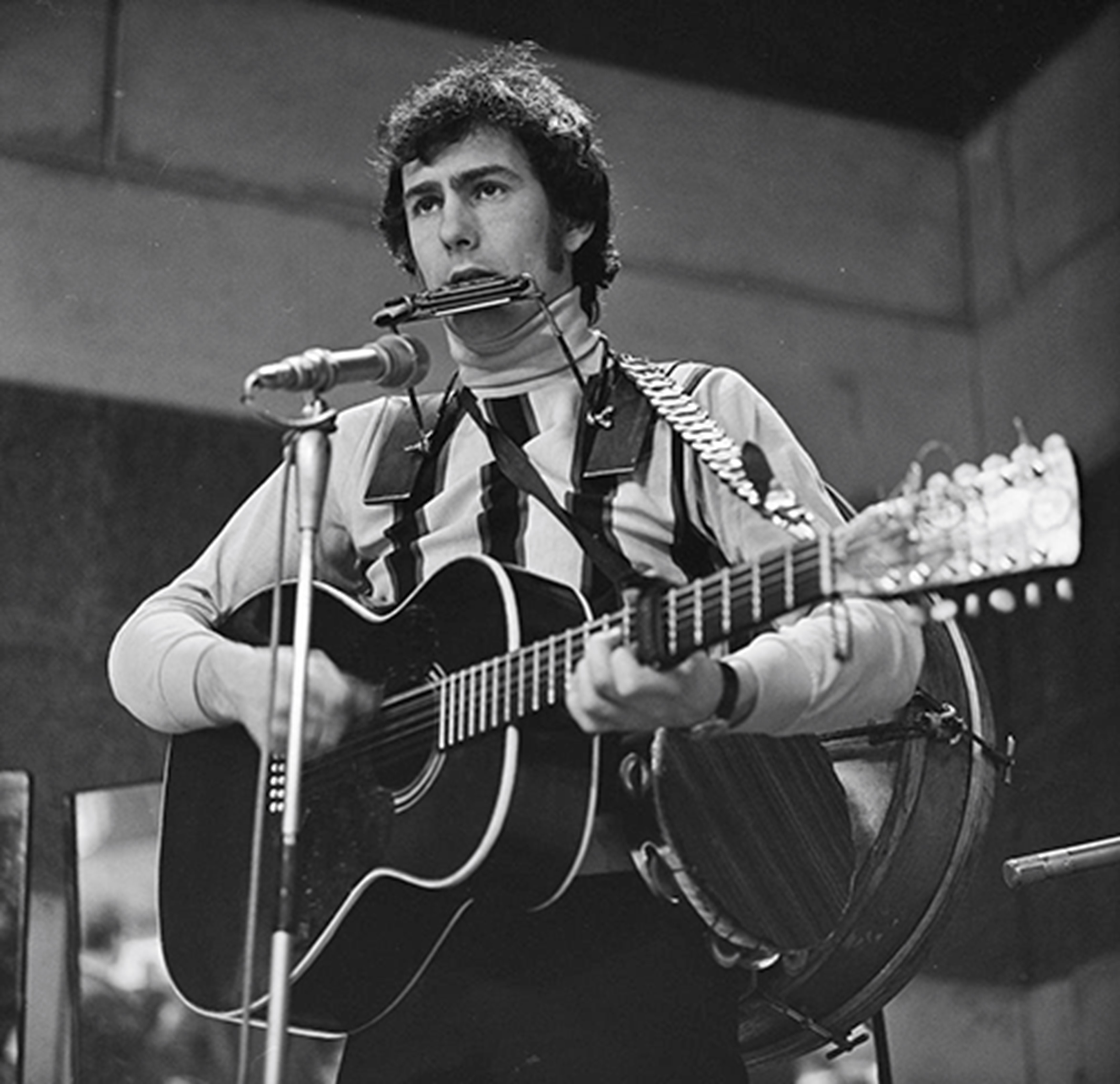
Don Partridge (Fenklup, 1968)

Donald Eric "Don" Partridge (Bournemouth, 27 oktober 1941 – Seaford (East Sussex), 21 september 2010) was een Brits zanger, liedjesschrijver en straatartiest. Hij trad op vanaf de vroege jaren 60 en had eind van hetzelfde decennium twee hits met Rosie en Blue Eyes.

## Leven
Volgens zijn eigen zeggen vertrok hij uit huis toen hij 15 was om toe te treden tot het inbrekersgilde en had twaalf ambachten, dertien ongelukken. Begin jaren ’60 raakte hij geïnspireerd door de Amerikaanse zanger Jesse Fuller en begon op te treden tijdens rondreizen in Europa als straatartiest. Hij trad daarbij op als zanger/gitarist, maar kreeg in de gaten dat hij meer verdiende als eenmansband. Hij zong, speelde gitaar, kazoo, mondharmonica en grote trom/bekkens. Hij kwam regelmatig terug in Londen en zong toen eigen liedjes, maar ook werken binnen de Britse en Amerikaanse folk. Ook daar was de straat zijn bühne en hij liet zich toen ook weleens begeleiden door gitarist Alan Young. Daarbij werd hij regelmatig gearresteerd, maar kreeg ook plaatselijke bekendheid en mocht als gevolg daarvan optreden in de Eamonn Andrews Show.
Zijn bekendheid groeide en hij kreeg een platencontract aangeboden bij Columbia Records door Don Paul, die eerder bij de The Viscounts speelde. Een van zijn eerste opnamen was Rosie, dat in twaalf weken notering zo maar de vierde plaats haalde in de Engelse hitparade. Het is dan maart 1968. Als gevolg van dat succes hoefde hij niet meer op straat te spelen, maar zocht de kleine theaters en zalen op. In april gaf hij een concert waarbij ook Amen Corner, Status Quo, Gene Pitney en Simon Dupree & the Big Sound te horen waren. Vlak daarna kwam een tweede succes met Blue Eyes, dat in dertien weken de derde plaats wist te halen. In 1968 verscheen ook zijn eerste studioalbum Don Partridge. Hij speelde daarop eigen werk, maar ook bekender werk zoals bijvoorbeeld (Sittin' on) The Dock of the Bay van Otis Redding.
In februari 1969 organiseerde hij als vaarwel tot collega-straatartiesten (buskers) een concert in de Royal Albert Hall, alwaar zo’n 3700 man publiek naar hem en zijn collega’s kon luisteren. Een van die straatmusici was Dave Brock, later de eeuwige leider van Hawkwind. Er verscheen een album van getiteld The Buskers en zijn plaatje Breakfast on Pluto haalde wederom de hitparade (zeven weken met hoogste notering plaats 26). Dan ook kon hij spelen in de Verenigde Staten en promootte daarbij de film Otley, waarin zijn liedje Homeless Bones te horen was.
Laat 1969 richtte hij samen met Gordon Giltrap de muziekgroep Accolade op, die maar een kort leven van twee albums beschoren was. Teleurgesteld keerde hij terug naar het op straat spelen, verhuisde naar Zweden, nam daar een album op en trok verder de wereld in. Hij trad op in Canada tijdens de Olympische Zomerspelen 1976 in Montreal. In 1990 bevond hij zich weer in Engeland. In 2001 nam hij samen met Herbie Flowers, Nick Pynn en Ricgard Durant zijn album The Highwayman op. Het album bevat nummers over het almaar rondtrekken en autobiografische liedjes zoals The Night I met Elton John. In 2005 was zijn Breakfast on Pluto opnieuw te horen in de film met dezelfde titel. Daarna speelt hij nog muziek met onder meer Lemon Jelly.
Op 21 september 2010 begaf zijn hart het en overleed hij in zijn toenmalige woonplaats Seaford (East Sussex).

## Discografie

### Singles
- Rosie (B-kant Going Back to London) (1968)
- Blue Eyes (van Richard Kerr met I’ve Got Something For You van hemzelf (1968)
- Top Man (van Richard Kerr en Joan Maitland) met We Have Ways of Making You Laugh (hemzelf) - (1968)
- Breakfast on Pluto  (van hemzelf en Alan Young) met Stealin’ (traditional) (1969)
- Going To Germany (traditional) met Ask Me Why (van hemzelf) - (1969)
- Colour My World (Peel-Kerr) met Homeless Bones (Myers-Partridge) - (1969)
- We’re All Happy Together met Following Your Fancy (beide van Partridge) - (1970)
- Grand Slam Boogie met Barb Wire (beide van Partridge) - (1982)

### Albums

#### Solo studio
- Don Partridge - (1968) -
- Don Partridge and Friends - (1974)
- The Highwayman - (2004)
- Uncreased - (2007) – laatste uitgave, geproduceerd door Bob Evans

#### Accolade
- Accolade - (1970) - Capitol Records
- Accolade 2 - (1971) - Regal Zonophone Records

### NPO Radio 2 Top 2000
Van Don Partridge stond alleen Rosie in 1999 in de NPO Radio 2 Top 2000, op plek 1891.
- Biblioteca Nacional de España: XX1636470
- Gemeinsame Normdatei: 135022355
- International Standard Name Identifier: 0000 0001 1507 1790
- Library of Congress Control Number: no2001055084
- MusicBrainz: dce925ff-7102-49af-9291-3552d28a0d15
- Virtual International Authority File: 87373941
- WorldCat: E39PBJrrCwDkYcmryj7dTDGj4q